# DOMMUNE
DOMMUNE （ドミューン）は、宇川直宏が主催するライブストリーミングスタジオ兼チャンネル。

## 概要
ライブ配信黎明期の2010年に日本初のUstreamライブストリーミングとスタジオを兼ねる場として開局し、Ustreamのサービス終了を経て2021年時点ではYouTubeを中心に配信している。DOMMUNEという名称は、小規模な共同体を指すcommune（コミューン）の次のレベルに来るものという意味（Cの次のD）の造語である。撮影現場にいるオーディエンスと、ネットで鑑賞する視聴者の交流を核としている。
2021年時点までに約5000番組以上を配信し、配信時間は約10,000時間、20,000組以上のゲストが出演している。2011年に文化庁メディア芸術祭推薦作品に選出され、開局10年後の2021年にコロナ禍においてアート／エンターテインメントがオンライン化してゆく中、DOMMUNEの活動のその先駆性が改めて認められ、文化庁芸術選奨の文部科学大臣賞を宇川直宏自身が受賞した。宇川はDOMMUNEの活動と番組を、自らの芸術活動／美術作品と捉えており、現代美術よりも即時性のある「現在美術」と呼んでいる。

## 時代背景
ソーシャル・ネットワーク・サービス
ソーシャル・ネットワーク・サービス（SNS）は2000年代に相次いで開始された。初期に多くのユーザーを獲得したとされる2002年のFriendsterに続いて、2004年頃からLinkedIn、Myspace、Orkutなどが参入し、日本でも2004年のmixiや2006年のTwitterによって普及が進んだ。2006年にMyspaceのユーザー数が1億人を超えたが、大学内のSNSだったFacebookが2006年から一般向けサービスで大きくユーザー数を増やして世界最大となった。
動画配信サービス
動画配信サービスは、個人撮影のビデオ動画の販売代行をする1997年のshareyourworld.comが最初期とされる。2004年にパンドラTV、2005年にYouTube、2006年にStickam、2007年にUstreamの一般向けサービスやニコニコ動画などが始まった。初期の配信サービスには、BlogTVなど一部を除けばSNSへの連携がなかった。のちにDOMMUNEのプラットフォームになるUstreamはイラク戦争（2003年-2011年）でアメリカ軍の兵士が家族とコミュニケーションをするために始まったサービスであり、一般向けサービス開始当初はコメント機能のみだった。

## 経緯

### Mixrooffice（2006年-2008年）
SNSが日本で普及し始めた2005年以降、宇川はSNSのコミュニケーションは希薄と考え、ダンスを通じた物理的な交流の場を設立した。これが「Mixrooffice」（マイクロオフィス）というオフィス兼クラブであり、2006年から2008年に運営され、DOMMUNEの前身にもなった。Mixroofficeのパーティにはフライヤーがなく、告知はmixiのMixroofficeコミュニティで行われ、前日や当日の告知も多くリアルタイム性を重視していた。DJが1人で12時間プレイする「HALFDAYS」というレギュラーパーティのほか、MOODMANやDJ NOBUなどのDJによるパーティがあり、国外からはデリック・メイ、ウエストバムらが来日してプレイした。三田格と野田努のトークプログラムもあり、芸術家や評論家をゲストに招いていた。クラブの運営においては風営法があるため、24時で終了するという構成もDOMMUNEに引き継がれた。

### DOMMUNE（2010年-2019年）
Mixroofficeの契約満期が近づく2007年から、宇川は全世界に向けて現場の模様をストリーミングする企画を構想した。宇川は京都造形芸術大学で2003年から京都と東京を双方向配信でつなぐ番組制作の授業を行ない、iSightとiChat AVを使ってノウハウを蓄積していた。動画配信を始めるにあたり、宇川は当初は独自の手段を検討していた。しかし2009年にTwitterのAPIがUstreamに採用され、配信のリアルタイムの感想がTwitterに流せるようになったため、Ustreamをプラットフォームとして2010年3月1日に開局となった。スタジオは地下にありキャパシティは約50人、中心スタッフは3人だった。
DJプレイを配信する上で、DJが使用する楽曲の著作権の扱いが課題となった。楽曲の著作権をクリアするため、音声と動画についてはJASRACの利用許諾を得た。
当初は、スタジオの他にもカメラを置く企画があった。定点カメラで富士山を撮り、四季の変化に合わせて石野卓球が24時間の音をつける「THE FOUR SEASONS」や、カメラのさくらや新宿店の前に定点カメラを置いてジョン・ライドンが偶然通ったら終了する「LIVE IN TOKYO」などのアイデアがあったが、実現していない。

### SUPER DOMMUNE（2020年-）
2020年からは渋谷PARCOの9階にスタジオを移転し、5G以降の技術を取り入れる「SUPER DOMMUNE」が開局した。従来の番組に加えて、渋谷5Gエンターテイメントプロジェクトとの協力で拡張現実（AR）のライブも配信されている。渋谷PARCO2周年記念配信では、立花ハジメの詩人デビュー記念番組として7時間の配信を行なった。

## 番組構成・機材

### 配信時間・構成
主に月曜日から木曜日にかけて、19時から24時まで配信される。番組の構成は、1部がトークを2時間（19時から21時）、2部がDJやライブを3時間（21時から24時）となっている。この構成はMixrooffice時代に原型が作られていた。また、DOMMUNE開局の時期には雑誌の休刊が相次いだため、1部のトークでは紙メディアに関わっている編集者やライターに番組を依頼するという意図もあった。

### 機材
サウンドシステムは、ファンクション・ワンと、マスターブラスター（Master Blaster）のスピーカーをもとに構築された。サウンドエンジニアとして、フジロックフェスティバル、METAMORPHOSE、LIFE FORCEなどのフェスティバルのPAも担当した浅田泰がMixrooffice時代から関わっている。ただ、開局当初の環境では音や動画のクオリティに配信が追いつかず、ビットレートを落としていた。
渋谷PARCOに移転したSUPER DOMMUNEでは、ほぼ全てのポイントにアコースティック・リヴァイブの製品を使っている。併用アンプの電源、スピーカー・ケーブル、DJミキサーの電源ケーブルやライン・ケーブル、レコードの針飛びを防止するマグネット・フローティング・インシュレーター、ターンテーブルシート、超低周波発生装置、コンディショニング・エキサイターなどにアコースティック・リヴァイブが採用されている。 

### 現場
DOMMUNEにおいて、現場は3つに分類されている。
1. 第1の現場は撮影をしているスタジオを指す。人とハグできる距離とも表現される[36][34]。
2. 第2の現場は不特定多数の視聴者によるそれぞれの視聴環境を指す[36][34]。
3. 第3の現場はSNSのタイムラインを指す。視聴者の交流の場でもある[36][34]。

配信のスイッチングは主に宇川が担当し、第1の現場に居合わせつつ、第3の現場に反応し、第2の現場を意識しつつ動画と音を送っている。
番組の現地観覧については、テレビ局と同様にスタジオ収録の一般観覧という位置付けである。1部のトーク番組に関してはステージはなく、観覧客と並列でカメラが設置されている。2部のDJやライブに関しては常設のDJブースやライブスペースを作り実施される。

## 番組内容

### 音楽ジャンル、スタイル
ダンスミュージックに限らず、さまざまな音楽ジャンルやスタイルが取り上げられている。シカゴ発祥のダンスミュージックであるジューク、インドネシア発祥のダンスミュージックであるファンコット、ヘヴィメタルのジャンルであるジェント、南アフリカ発祥のダンス・ミュージックであるゴム、ノイズ・ミュージックのシリーズ「現代ノイズ進化論」、アフリカやインドネシアのデスメタルなどもある。現代音楽の特集では、一柳慧や高橋悠治と若手作曲家が出演した。
伝統音楽では、韓国の農楽、チベット音楽、ウズベキスタン民謡、喉歌、中世ヨーロッパ歌曲などのパフォーマンスも行われた。江戸時代中頃から流行した明清楽の特集では、現存する月琴や阮咸などの楽器が使われた。浪曲を紹介する「浪曲DOMMUNE」では、3代目港家小柳丸の追悼特集も行なった。
よりオリジナルなカテゴリーとして、クラブミュージック以降のクラシック音楽の聴き方を解説する「爆クラ」（湯山玲子）や、「身内音楽」と呼ばれる学校、店舗、企業、自治体、家庭の自主制作音源の紹介もシリーズ化している。レーベルやレコード会社の特集も行なっており、ジャズで知られるECMレコードの特集などがある。ジャズ音源を起点に幅広い話題を展開する「JAZZ DOMMUNE」（菊地成孔、大谷能生）は配信をもとに書籍化された。特定の楽器をテーマとした配信としてモジュラー・シンセサイザー奏者のシリーズ「GIGA MODULAR」もある。

### 人物、グループ
次のような人物やグループの特集があり、存命の場合は本人が出演した番組もある。たとえば音響デザイナーの大野松雄、作曲家の冨田勲、音楽グループのイエロー・マジック・オーケストラ（YMO）、作曲家の伊福部昭、映画広告デザイナーの檜垣紀六、写真家・映画監督の蜷川実花、漫画家の赤塚不二夫 、アートディレクター・デザイナーの石岡瑛子、ストリートアーティストのBABUなどの特集がある。
2011年の小室哲哉の特集では、小室本人がDOMMUNEで2時間ソロライブを行った。Ustreamの同時視聴者数27231人、合計視聴者数144581人という開局以来のビューワー数となり、キーボード演奏中に指から流血するというアクシデントも起きた。このライブはのちにアルバム『TETSUYA KOMURO Special Live @DOMMUNE』としても発売された。2014年の宇多田ヒカルのデビュー15周年記念特集では、カバーアルバム「宇多田ヒカルのうた」やベストアルバム「Utada Hikaru SINGLE COLLECTION VOL. 1&2」についてのトークと、宇多田の楽曲を中心としたDJタイムで構成された。
2020年の志村けんの追悼番組では、志村のブラックミュージック愛好家の側面や、ザ・ドリフターズの音楽性に焦点をあてて紹介し、DJタイムではコミックソングのレコードが150分間ミックスされた。
2021年9月に八代亜紀の芸能生活50周年の記念番組として、「夜、八代亜紀の夜」が配信された。ゲストとしてうつみ宮土理も出演し、当日は『八代亜紀ベストヒット』の内容紹介があり、DJプレイは八代の曲のみで構成された。映画、特撮、ドラマ、アニメの音楽を手がける作曲家渡辺宙明の特集を2018年から行なっており、毎回渡辺の誕生日を祝っている。2021年8月19日は渡辺宙明アーカイヴのレアも音源も紹介された。
2014年から、現代日本の芸術家を紹介するシリーズとして「THE 100 JAPANESE CONTEMPORARY ARTISTS」を開始した。インタビューによって個人史を掘り下げるという主旨で、作品のアーカイブや展示も行っている。
2019年に電気グルーヴのメンバーであるピエール瀧が逮捕された際には、3月26日に「WHO IS MUSIC FOR? MUSIC IS FOR EVERYONE！」のフレーズのもとで電気グルーヴの曲だけを使うDJプレイを5時間配信した。この日は46万ビューワーを超え、Twitterトレンドの最高日本1位、世界4位となった。この日の配信について、3月28日に『バイキング』（フジテレビ）が取り上げたものの、その取り上げられ方が問題とされた。DOMMUNEでは『バイキング』へのアンサーとして、司会者の坂上忍を知ろうとの趣旨のもと「「成長と音楽」〜子役から俳優、そしてMCへ」、および坂上が過去にリリースした全アナログ盤をプレイする「DJ Plays "坂上忍" ONLY!!」を4月15日に配信した。
来日公演
ミュージシャンやDJの来日公演でDOMMUNEを会場としたライブ配信も行われる。国外のDJにとってDOMMUNEはプロモーション面での利点もあって好評が広がり、来日公演をする際にDOMMUNEで先行して出演するケースが増えた。テクノDJのニーナ・クラヴィッツや、ブレイクコアの創始者の1人であるShitmatの来日公演などがある。

### 映画・映像作品
作品の特集として、『ビーチ・バム』、『アメリカン・ユートピア』、『ラストブラックマン・イン・サンフランシスコ』、『Style Wars』などがあり、映画を通してジェントリフィケーションやグラフィティなどの社会現象や芸術について語られた。映画を論じる番組としては、2021年にDOMMUNE RADIOPEDIAも開始した（後述）。
特定の音楽やアーティストをテーマとした映画として、イビザのDJジョン・サ・トリンサ（Jon Sa Trinxa）のドキュメンタリー『太陽と踊らせて』や、ジョン・ライドンとパブリック・イメージ・リミテッド（PIL）に関するドキュメンタリー『ザ・パブリック・イメージ・イズ・ロットン』などの特集がある。
監督の特集では勅使河原宏、ヤン・シュバンクマイエル、アレハンドロ・ホドロフスキーなどがある。当時の新作として、シュバンクマイエルの『サヴァイヴィング ライフ』、ホドロフスキーの『リアリティのダンス』や『サイコマジック』も紹介され、2人のインタビューはライブ配信された。

### イベント
日本をはじめ各地の芸術祭とのコラボレーションを行い、会場にサテライトスタジオを設置して配信をしている（後述）。2020年の新千歳空港国際アニメーション映画祭の特集は4日間配信され、映画祭メインビジュアル担当の大童澄瞳が出演するトークや、北海道出身である今敏の特集番組、公式トレーラーを担当したAC部の特集などの番組が行われた。
京都府のアートフェスティバル「ALTERNATIVE KYOTO – もうひとつの京都−」のキックオフフォーラムでは、オードリー・タンやラウリン・ウェイヤースの基調講演も配信した。
ギターウルフの結成30周年記念プロジェクトとして始まった野外イベントシマネジェットフェスは、2020年はオンライン・フェスティバルとして｢SHIMANE JETT FES.2020 ～世界とつながるゼBABY!!」がDOMMUNEで8時間配信された。当日のアーカイブはYouTubeで公開されている。2021年は島根・古墳の丘古曽志公園での開催が決定し、DOMMUNEでの特集配信も決定した。
2021年8月にはDJの世界大会であるDMC World DJ Championshipsの日本大会に合わせて、DMCの特番が5時間生配信された。歴代のルーティンを振り返りつつ、大会の説明や指定機材の解説、チャンピオンによるパフォーマンスが行われた。
2021年9月18日と19日には、さどの島銀河芸術祭2021内のイベントとして『FRACTAL CAMP 2021』を開催した。2020年にも参加したテリー・ライリーはDOMMUNEのプロジェクト『LANDSCAPE MUZAK』に参加し、『FRACTAL CAMP 2021』の出演も決定した。ライリーは新作として、北沢浮遊選鉱場跡をテーマにした曲と、DOMMUNEとのコラボレーションによる音響モニュメント『WAKARIMASEN』を演奏した（ライリーが参加した経緯については#新型コロナウイルスの影響も参照）。

### クラブカルチャー関連
クラブカルチャーを支える人々や場所、機材についての番組も配信されている。DJ機材の特集として、ターンテーブルの世界的な定番機であるTechnics SL-1200の最新機MK7-Sの特集
、DJミキサーであるDJMシリーズの「DJM-S11」のリリース特集、カートリッジのメーカーとして著名なオルトフォンの設立100周年特集などがある。クラブカルチャーを考える番組として、クィア＆フェミニズムパーティーの「WAIFU」についての特集もあり、どのような属性の人でも楽しめるスペースについてトークが行われた。また、2020年以降は新型コロナウイルスの影響を受けて、クラブなどの文化施設全般に関する配信も開始した（後述）。

### 研究・教育
人工知能美学芸術研究会（AI美芸研）は、人工知能が自ら行う美学と芸術をテーマとし、DOMMUNEで研究発表や公開研究会を行なっている。中学生が学ぶアートスクール「東京芸術中学」とカルチャー・マガジン『ESP Cultural Magazine』 の特集では、中学生が自分史をアート作品として発表し、その様子を公開授業として配信した。テクノロジーについては、NEWVIEWとのコラボレーション「NEWVIEW DOMMUNE」があり、X Reality (XR)の実験番組を配信している。

### 考現学的特集
文化とのからみで、考現学や文化史・社会史的な内容の番組も配信される。日本のさまざまな文化やその歴史を取り上げる「スナック芸術丸」（都築響一）、バブル時代の象徴である子ども向けの雑貨みやげを紹介する「ファンシー絵みやげ概論」（山下メロ）、ビックリマンシールなどにインスバイアされて発展した自作シール文化を紹介する「EXTREME「自作シール」WORLD !!!!!」、「アノニマスデザイン史」（佐藤直樹、上條桂子）などがある。

### XRとの連動
XRライブ・パーティー
2020年から5G技術による拡張現実（AR）のライブやVRパーティーを配信している。VRパーティーである「DJ IN THE MIRROR WORLD」では、世界各地のDJが出演し、アバターとして登場する。2020年10月は「バーチャル渋谷ハロウィーンフェス」のエンディングとしてバーチャル渋谷が会場となり、ベルリンからエレン・エイリアン、バーミンガムからサージョン、東京からケン・イシイ、モスクワからダーシャ・ラッシュ（Dasha Rush）がDJをした。2021年の5月には新エリアとしてオープンしたバーチャル原宿を会場として、バーミンガムのレベッカ、東京のLicaxxx、ロシアのニーナ・クラヴィッツが出演した。2021年のバーチャル渋谷のハロウィーンフェスでは石野卓球が出演し、卓球のアバターがDJの途中でゾンビに変身するという演出があった。
DADAKAN AR
2021年の東京ビエンナーレでは、同年に100歳を迎えた芸術家糸井貫二（ダダカン）をテーマとする拡張現実の作品『DADAKAN AR』を2つ発表した。1つは糸井の巨大なARモデルが隅田川で開脚三点倒立する「隅田川開脚三点倒立」で、もう1つは糸井のARモデルが「殺すな」と書かれたボードを持って現代の風景に出現する「殺すな2021」である。後者は、1967年の糸井のパフォーマンス「殺すな」をもとにしており、拡張メッセージ（Augmented Message）となる。

### その他のレギュラー番組
終了したものも含め、たとえば次のようなレギュラープログラムがある。「JGO」（杉作J太郎、吉田豪）。「五所純子の味平」（五所純子）。「都市型狩猟採集生活」（坂口恭平）。「電脳ハッテンバ」（根本敬、湯浅学）。「メイハネ」（サラーム海上）。「ファッションディケイド」（南馬越一義、林央子、フジタトモコ）、「渋谷慶一郎の王様と割礼」（渋谷慶一郎）、「み・え・な・い・も・の」（ZAK、塚田有那。）。
リキュールのCOCALERO（コカレロ）提供によるレギュラープログラム「HIGH LIFE」は、2018年2月から2019年1月15日まで配信された。2021年時点では、レコード・ショップのTECHNIQUEによるレギュラープログラム「PRIVATE VINYL LESSON」が配信されている。

### 東日本大震災の影響
東日本大震災が発生した3月11日は、トークの部は都築響一のレギュラー番組「スナック芸術丸」でデスマッチ特集を予定していた。しかし、ゲストのタカ中山がスタジオまで移動できないため中止となり、DOMMUNEはTwitterで呼びかけて帰宅難民を受け入れた。2部のDJで出演予定だったラリー・ハードは、アメリカからの飛行機が成田空港に着陸できず、翌日3月12日に東京に到着した。ラリー・ハードは被災者や日本人のために音楽を捧げたいと出演を希望し、3月13日に緊急プログラムとして実現した。フロアの照明を落とした状態でのラリー・ハードとMOODMANのDJプレイは同時視聴で5000人、延べ30000人近くの視聴数となった。当時は節電協力の呼びかけもあり、エンターテイメントはまだ早いという世論もあった中で、タイムラインの反応には賞賛が多かった。
13日の配信を観たアーティストからも協力の申し出があり、DOMMUNEは被災者に支援金を送るために救済支援プログラムを配信した。配信は3月29日まで行われ、740万円以上を集めて送った。こうした活動は、福島でのサテライトスタジオ開局（#DOMMUNE FUKUSHIMA!（2011年-）を参照）や、支援イベント（#FREEDOMMUNE（2011年-）を参照）へとつながった。

### 新型コロナウイルスの影響
渋谷に移転してSUPER DOMMUNEが開局したのちに新型コロナウイルスの世界的流行が起き、ライブハウス、クラブ、映画館などの文化施設でも営業停止や自粛により経営が困難となった。そこでDOMMUNEは以下のような記者会見を中継する機能も果たした。
- 「#Save Our Space」（2020年3月31日）：新型コロナウイルス感染拡大防止のため営業停止を行う文化施設に対する助成金を求める活動の記者会見[141]。
- 「#MiniTheaterAID」（2020年4月13日）：ミニシアター・エイド基金の無観客記者会見[142]。
- 「#SaveOurLife」（2020年5月7日）：日本に住むあらゆる人々の暮らしと職を守り、継続的な支援を求める記者会見。青山のライブハウス「月見ル君想フ」を会場とした記者会見を中継した[143]。
- 「#SaveTheDance」（2021年1月16日）：クラブ・LIVEハウスなど文化的施設の営業・活動に対する補償を求める緊急記者会見[144]。

コロナ流行後のフェスティバルの可能性として、2020年6月にはオンライン・フェスティバルの実験的な実践である「ミクロ・メディア・フェスティバル Seeds（MMFS）」を配信した。2010年に開催されたアートフェスティバル「Interferenze Seeds Tokyo」と、2010年に活動を開始したDOMMUNEを中心として、10年間の表現の拡張、身体や表現と社会・生政治の関係についてトークとライブが行われた。
ミュージシャンのテリー・ライリーは、さどの島銀河芸術祭でDOMMUNEが企画したコンサートの視察のために2020年2月に来日したが、コロナ禍の影響でアメリカへの帰国を断念した。ライリーは山梨県に滞在し、日本での生活を「私の仕事や人生観全般において、最も活力に満ち、最も刺激的な時期の一つ」とコメントしている。同年9月22日には佐渡島の北沢浮遊選鉱場跡で予約制コンサートを開催し、来場者はPCR検査の陰性結果が必要となる日本初のコンサートとなった。当日はライブ配信はなく、後日に期間限定でアーカイブが配信された。

### 年末年始特番
さどの島銀河芸術祭2018の「SADO INFINITY 88 Cymbal」では、BOREDOMSのEYEの指揮によって88人のシンバル演奏者が演奏をした。この演奏は、DOMMUNE版の「ゆく年くる年」として2019年1月1日に配信され、後日にアーカイブが公開された。
2021年の12月31日から翌2022年1月1日にかけては、小山田圭吾（Cornelius）の特番を15時間配信した。番組前半は「小山田圭吾氏と出来事の真相」と題して、小山田が東京2020オリンピック・パラリンピック競技大会の作曲担当を辞任した出来事を中心として、小山田のいじめ発言が掲載された雑誌の出版経緯やSNS時代におけるコンプライアンスが論じられた。後半は「DJ Plays CORNELIUS & KEIGO OYAMADA ONLY “WE HATE HATE”」と題して、小山田の音楽のみでDJが行われた。後日にアーカイブがDOMMUNEのYouTubeチャンネルで公開された。

### 事故
DOMMUNEでは、配信中の事故もインプロヴィゼーションの1種と定義している。事故が起きる時は真剣な配信中であり、「グダグダな放送」とは異なると考える。宇川の定義によれば、DOMMUNEの事故はチャンス・オペレーションでもある。
機材
2010年3月11日の配信では、瀧見憲司のDJプレイ中にレコード針が折れていることが判明した。瀧見がTwitterでレコード針を持ってきてくれるように呼びかけたところ、番組終了までに12本が集まった。2010年3月17日の配信では、DJ NOBUのプレイ中にターンテーブルが故障した。DOMMUNEスタジオから徒歩5分の距離にあるライブハウスLIQUIDROOMからターンテーブルを借り、10分間ほど音が止まったのちに再開した。
2010年の子供の日（5月5日）には、ヒップホップミュージシャンのイルリメが「ILLREMEの”ヒップホップっ子供新聞”」を配信した。この配信はdaily vitaminsでの連載をもとにイルリメが子供たちにヒップホップを教える内容を予定していたが、子供がマイクを奪ったり、機材のチャンネルデバイダーやイコライザーを操作したために5分間無音になるなどのハプニングが起きた。
ライブ
ブラジルのミュージシャンであるエルメート・パスコアールが2010年に来日した際、6月25日のJAZZDOMMUNEにゲスト出演して菊地と大谷とともにライブを行った。菊地がパスコアールとのコントを希望したところ、パスコアールのエージェントは「ラテンの血が通っているのでコントも大丈夫」と許可した。他方、パスコアールはライブに使う楽器として茶碗、箸、やかん、水、コップを用意した。番組冒頭に菊地がコントを始め、日本語でパスコアールにツッコミを入れ続けたが、ポルトガル語の話者であるパスコアールは微動だにしなかった。ライブでは菊地と大谷がサックスを吹いたが、今度はパスコアールがポルトガル語で2人にダメ出しを続ける展開となった。宇川はこれをもっとも印象的な事故にあげている。
自然災害
配信外で起きたトラブルとしては、2015年9月9日のスタジオの冠水がある。台風18号が関東・東北豪雨をもたらし、地下にあるDOMMUNEのスタジオでは配信開始5分前に雨漏りが起きて機材が冠水し、特にスイッチングルームの被害が大きかった。番組アーカイブのハードディスクは避難できたが、機材の多くは使用不能となり、スタジオの補修も必要となった。Twitterでは「#save_dommune」のハッシュタグが作られ、サテライトスタジオであるDOMMUNE FUKUSHIMA!（後述）の主導で寄付のプロジェクトが立ち上がった。DOMMUNEは代官山「UNICE」や渋谷「SOUND MUSEUM VISION」などの協力を得て移動して配信を続け、9月22日に復旧してスタジオ配信を再開した。

## DOMMUNE RADIOPEDIA
Amazon Musicのポッドキャスト番組として、2021年7月から『AMAZON EXCLUSIVE「DOMMUNE RADIOPEDIA」』が開始された。ライブストリーミングとラジオ、公開生収録と百科事典とサロン文化が融合した実験的文化大百科番組と銘打たれている。毎週木曜日に公開生収録した内容が、翌週火曜日にAmazon Musicからポッドキャストとして配信される。この番組はJAPAN PODCAST AWARDS第3回でベストナレッジ賞にノミネートされた。
内容は週替わりのローテーションで、以下のようになる。番組内容によってレギュラーに加えてゲスト出演も予定されている。
- 第1週[注釈 80]：ミュージック・エンサイクロペディアをテーマとして、オルタナティブな音楽論を語る。レギュラーは宇川直宏。第1回のテーマはデビュー30周年を記念してフィッシュマンズの特集となった[注釈 81][165]。第2回はオルタナティブ・アイドル大百科をテーマとして、吉田豪と掟ポルシェがメインストリームとは異なるアイドルの人物像・楽曲・パフォーマンスなどにスポットを当てて語る「掟ポルシェと吉田豪のレイディオクラブ」を配信した[167]。
- 第2週：オルタナティブカルチャー・ラボラトリーをテーマとして、周縁文化や社会現象を語る。レギュラーは宮台真司とダースレイダーであり、初回のテーマは『鬼滅の刃』、『進撃の巨人』、『ベルセルク』の世界観と現代社会との関係を考察した[注釈 82][168]。
- 第3週：ムービーウォッチ・カンファレンスをテーマとして、町山智浩が ”推し映画” のコメンタリーをライブストリーミングする。参加者はTwitchのウォッチパーティー機能で町山の解説を聴きながら、Amazonプライム・ビデオで映画を同時視聴する。初回の作品は『2001年宇宙の旅』となった[注釈 83][169]。

2021年の第3週は、西寺郷太による「西寺郷太の GOTOWN TV」も配信された。ポップカルチャー・リサーチをテーマに年代別ヒットチャートを切り口として大衆文化を語る内容で、ゲストは小宮山雄飛、トミヤマユキコらだった。1983年から1986年にかけて洋楽ヒットチャートを中心に当時の文化の魅力やその変遷を語った。西寺郷太が出演の配信は、V6の特番「解散間近『V6 live tour 2013 Oh! My! Goodness!』WATCH PARTY!!」でも行われた。
- 第4週：「MOVIE CYPHER」（ムービーサイファー）」と題するサイファー・スタイルの新作映画情報番組。MCの高橋ヨシキ、柳下毅一郎、三留まゆみが新作映画を1人1本ずつ語り、他の2人はメインMCに突っ込みながらマイクを廻し合う。第1回目は、高橋ヨシキが『ウエスト・サイド・ストーリー』、柳下毅一郎が『大怪獣のあとしまつ』、三留まゆみが『ゴーストバスターズ/アフターライフ』を語った[171]。
- 第5週：過去のDOMMUNEの番組から好評だった内容をアメイジング・アーカイヴ・プログラムとして配信する。2021年9月に開催された「TOKYO DANCE MUSIC WEEK 2021」内の番組「東京ヒップホップ・ヒストリー」をDOMMUNEで中継し、そのアーカイブがRADIOPEDIAで配信されている[注釈 84][172]。

## サテライトスタジオ

### DOMMUNE FUKUSHIMA!（2011年-）
東日本大震災後、福島県では大友良英、遠藤ミチロウ、和合亮一を代表とする団体「プロジェクトFUKUSHIMA!」が設立された。ジャンル横断的なアートプロジェクトとして、音楽フェスティバル、詩のワークショップ、勉強会、音楽配信などを通して福島の現状を知ってもらうのが目的だった。大友は、DOMMUNEを福島で展開する提案を宇川に打診し、宇川は賛同した。コミュニティFMの郡山コミュニティ放送（KOCOラジ）のスタジオを借りる協力も得て、サテライトスタジオの「DOMMUNE FUKUSHIMA!」の開局が決定し、局長は森彰一郎が務めた。
5月8日の記者会見でイベント「フェスティバルFUKUSHIMA!」の8月15日開催が発表され、同日にDOMMUNE FUKUSHIMA!の第1回配信が行われた。構成はDOMMUNEと同じく1部がトーク、2部がライブとなった。
DOMMUNE FUKUSHIMA!は、8月15日に開催されたイベント「フェスティバルFUKUSHIMA!」の中継を行なった。DOMMUNEは8月19日に別のイベント「FREEDOMMUNE」（後述）を控えていたため、宇川は東京から配信を確認しつつ福島チームに指示を出した。フェスティバル期間中や終了後、福島を会場としたプロジェクトFUKUSHIMA!が批判され、DOMMUNEや宇川個人も批判を受けた。プロジェクトFUKUSHIMA!の代表の1人だった遠藤ミチロウが死去した際には、2019年5月22日にDOMMUNEで追悼番組が配信された。

### その他
以下のようなサテライトスタジオが期間限定で設置された。
- DOMMUNE DORTMUND!（2011年）- 文化庁メディア芸術祭ドルトムント展に合わせて、ドイツのドルトムントで開設。ドルトムント展の日本代表として初音ミク、ももいろクローバーZ、DOMMUNEが出演し、ももクロはドルトムントのDOMMUNEスタジオからの配信にも出演した[注釈 89][185]。
- YCAMDOMMUNE（2013年） - 山口情報芸術センター（YCAM）の10周年を記念して1年間限定で設置された[186]。
- DOMMUNE University of the Arts（2014年）- 3331 Arts Chiyodaのギャラリースペースで1ヶ月限定。現代日本を代表するアーティスト100人が出演する「THE 100 JAPANESE CONTEMPORARY ARTISTS」を配信した[187]。
- DOMMUNE TAKAMATSU!（2015年） - 高松メディアアート祭で高松市に設置。
- DOMMUNE LONDON（2016年） - ロンドンで開催された「Thirty Three Thirty Three / Japan:London 2016」に合わせて設置。
- DOMMUNE LINZ!（2016年） - メディアアートのイベント「アルス・エレクトロニカ」に合わせてオーストリアのリンツに設置。
- DOMMUNE STOCKHOLM（2016年） - スウェーデンと日本を中継するライブストリーミング・コンサート「FFF – FIRST FLOOR FESTIVAL」に合わせてストックホルムに設置。
- SADOMMUNE（2016年-） - さどの島銀河芸術祭に合わせて設置し、佐渡市の「スナック瀬里奈」から配信した[188]。

- DOMMUNE SAPPORO!（2017年） - 札幌国際芸術祭（SIAF）にアーティストとして参加し、札幌市の大通とすすきのに設置[189]。
- DOMMUNE SETOUCH（2019年） - 瀬戸内国際芸術祭2019に合わせて高松市のビルをリノベーションして設置し、28日間配信した[190]。
- DOMMUNE UENOYES（2020年） - 上野で開催されたUENOYESに合わせてゲルの中に設置し、2日間配信した[191]。
- DOMMUNE KYOTO（2021年） - 京都市の京都市京セラ美術館で開催された「平成美術：うたかたと瓦礫（デブリ） 1989–2019」（企画・監修は椹木野衣）に合わせて設置された[192]。

## 関連イベント

### FREEDOMMUNE（2011年-）
DOMMUNEの開局以前から、フェスティバルは企画されていた。宇川は映像や大学の講義を通じて川崎市とつながりがあり、東扇島東公園を使って何か開催しないかという提案を2007年に受けていた。その後、東日本大震災によって方針を変更し、「東日本大震災復興支援イベント FREEDOMMUNE 0＜ZERO＞ 2011」が企画された。開催日は2011年8月19日、会場は東扇島東公園となった。義捐金を集めることを目的としてスポンサーを募り、入場料は0円とした。当日は会場からのライブ配信を予定し、参加アーティストは日本40組、国外10組近くとなった。しかし、当日の悪天候で大雨洪水警報が解除されず、イベントは中止となった。「被災地支援を試みて、被災の擬似体験を突きつけられた」と宇川は語った。中止の決断後には雨が止み、湿度も低くて涼しくなり、「かなりいい夜」となった
。
以後は会場を千葉県の幕張メッセに移し、2012年8月11日に「FREEDOMMUNE 0＜ZERO＞ A NEW ZERO」が開催された。ヘッドライナーは夏目漱石で、蔵書や直筆原稿、写真、脳などが展示された。2013年7月13日に「FREEDOMMUNE 0＜ZERO＞ ONE THOUSAND 2013」が開催され、出演アーティストは91組、来場者は15000人、配信はYouTubeで行われ世界各地から1380000以上のビューがあった。ヘッドライナーはCRASSのペニー・リンボーと瀬戸内寂聴が務め、寂聴による法話もライブ配信された。寂聴が死去した2021年には、11月25日の追悼番組として約1時間の法話を全編配信した。

### KANDA INDUSTRIAL（2014年）
2014年10月12日、東京電機大学旧校舎跡地の地上と地下を会場として、エレクトロニックミュージックイベント「KANDA INDUSTRIAL」を開催した。台風の影響により急遽体育館に会場が変更され、ライブ配信は行われなかった。

### MNF in JOINALIVE（2019年）
サカナクションが主催するパーティ「NF」とのコラボレーションで、2019年7月13日に北海道のいわみざわ公園でオールナイトの野外イベント「MNF in JOIN ALIVE」が開催された。イベントに先駆けたDOMMUNEの特集ではサカナクションの山口一郎が出演し、イベント当日は会場からライブ配信された。

## 関連作品
DOMMUNEのアーカイブを用いたサウンド・インスタレーションとして、ジョン・ケージの『4分33秒』をテーマとした『DJ JOHN CAGE & THE 1000 WORLDWIDE DJS』（2014年、金沢21世紀美術館）がある。DJをするケージを模した人形の背景で総勢1000人のDJプレイを同時再生し、45分の同時再生と4分33秒の沈黙が交互に訪れる。著作物として成立しない同時再生のノイズと、JASRACに著作権登録された『4分33秒』を流すことで、制度への皮肉を表している。

## TOWER RECORDOMMUNE SHIBUYA
2012年8月12日、タワーレコードとの業務提携により、「TOWER RECORDOMMUNE SHIBUYA」を設立することを発表。同年11月23日開設、記念特番として「ISAO TOMITA feat. HATSUNE MIKU 冨田勲「イーハトーヴ交響曲」世界初演 生中継！ feat. 初音ミク」が配信された。
タワーレコードでは、渋谷店地下1階のイベントスペース「STAGE ONE」を「CUTUP STUDIO」にリニューアル、「TOWER RECORDOMMUNE SHIBUYA STUDIO」として配信を行っていた。
2013年5月をもって共同での番組運営を終了。『南波一海のアイドル三十六房』など配信されていた番組は、タワーレコード独自の「TOWER REVOLVE PROJECT」（現「タワレコTV」）に移行した。